# Zlatni prsti
A Zlatni prsti, cirill betűkkel: Златни прсти (magyar fordításban: Arany ujjak) egy jugoszláv rockegyüttes, mely 1970-ben alakult. 1979 után Nokaut néven futottak. 

## Tagjai
- Momčilo Radenković – ének, gitár
- Dragan Trajković – dob
- Jovan Nikolić – basszus
- Dušan Maslać – billentyűs hangszerek

## Diszkográfia

### Nagylemezek
- Zlatni prsti (PGP RTB, 1976.)
- Nokaut! (PGP RTB, 1979.)
- Zlatna kolekcija (válogatás, Raglas Records, 1999.)

### Kislemezek
- Budi hrabra / Voli me ljubavi (PGP RTB, 1975.)
- Resih da se zenim / Posebna si uvek bila (Diskos, 1977.)
- Igraj rege / Prsti od plastike (Jugoton, 1977.)
- Kako da osvojim tebe / Istina (Jugoton, 1978.)
- Super finale / Ima nesto u tebi sto nikom poklonio ne bih (PGP RTB, 1979.)
- Zuti taxi / Noc vec bledi, blizu je dan (PGP RTB, 1980.)
- Igraj bugi vugi / Kad nemas gde da odes (RTB, 1981.)

## Külső hivatkozások
- rateyourmusic